# بات فين
باتريك جوزيف فين (بالإنجليزية: Patrick Joseph Finn)‏ (مواليد 24 يوليو 1956) ممثل كوميدي وكاتب أمريكي .

## روابط خارجية
- بات فين على موقع IMDb (الإنجليزية)